# Clossiana nigricans
Clossiana nigricans är en fjärilsart som beskrevs av Kseuzopoliskji 1912. Clossiana nigricans ingår i släktet Clossiana och familjen praktfjärilar. Inga underarter finns listade i Catalogue of Life.